# Běstovice
Běstovice (německy Biestowitz) jsou obec v okrese Ústí nad Orlicí v Pardubickém kraji. Leží v severozápadním sousedství města Choceň, zhruba devět kilometrů severovýchodně od Vysokého Mýta. Součástí obce je též osada Darebnice, situovaná asi 1½ kilometru západně od Běstovic. Žije zde 440 obyvatel.

## Historie
První písemná zmínka o obci pochází z roku 1292.

## Obyvatelstvo
| Rok            | 1869 | 1880 | 1890 | 1900 | 1910 | 1921 | 1930 | 1950 | 1961 | 1970 | 1980 | 1991 | 2001 | 2011 | 2021 |
| -------------- | ---- | ---- | ---- | ---- | ---- | ---- | ---- | ---- | ---- | ---- | ---- | ---- | ---- | ---- | ---- |
| Počet obyvatel | 402  | 406  | 395  | 372  | 382  | 347  | 368  | 298  | 335  | 367  | 323  | 376  | 417  | 449  | 407  |
| Počet domů     | 55   | 60   | 58   | 58   | 58   | 55   | 67   | 74   | 78   | 86   | 82   | 104  | 107  | 128  | 128  |

## Obecní správa
Mezi lety 1869–1975 Běstovice byly obcí v okrese Lanškroun (1869–1950) a později v okrese Ústí nad Orlicí. Od 1. ledna 1976 do 31. prosince 1993 patřily jako část města k Chocni a od 1. ledna 1994 jsou opět samostatnou obcí.

### Obecní symboly
Znak a vlajka byly obci uděleny rozhodnutím předsedkyně Poslanecké sněmovny Parlamentu České republiky dne 24. února 2012.

## Pamětihodnosti
- Kostel Všech svatých
- Socha svatého Jana Nepomuckého
- Panská sýpka

## Galerie

Běstovice
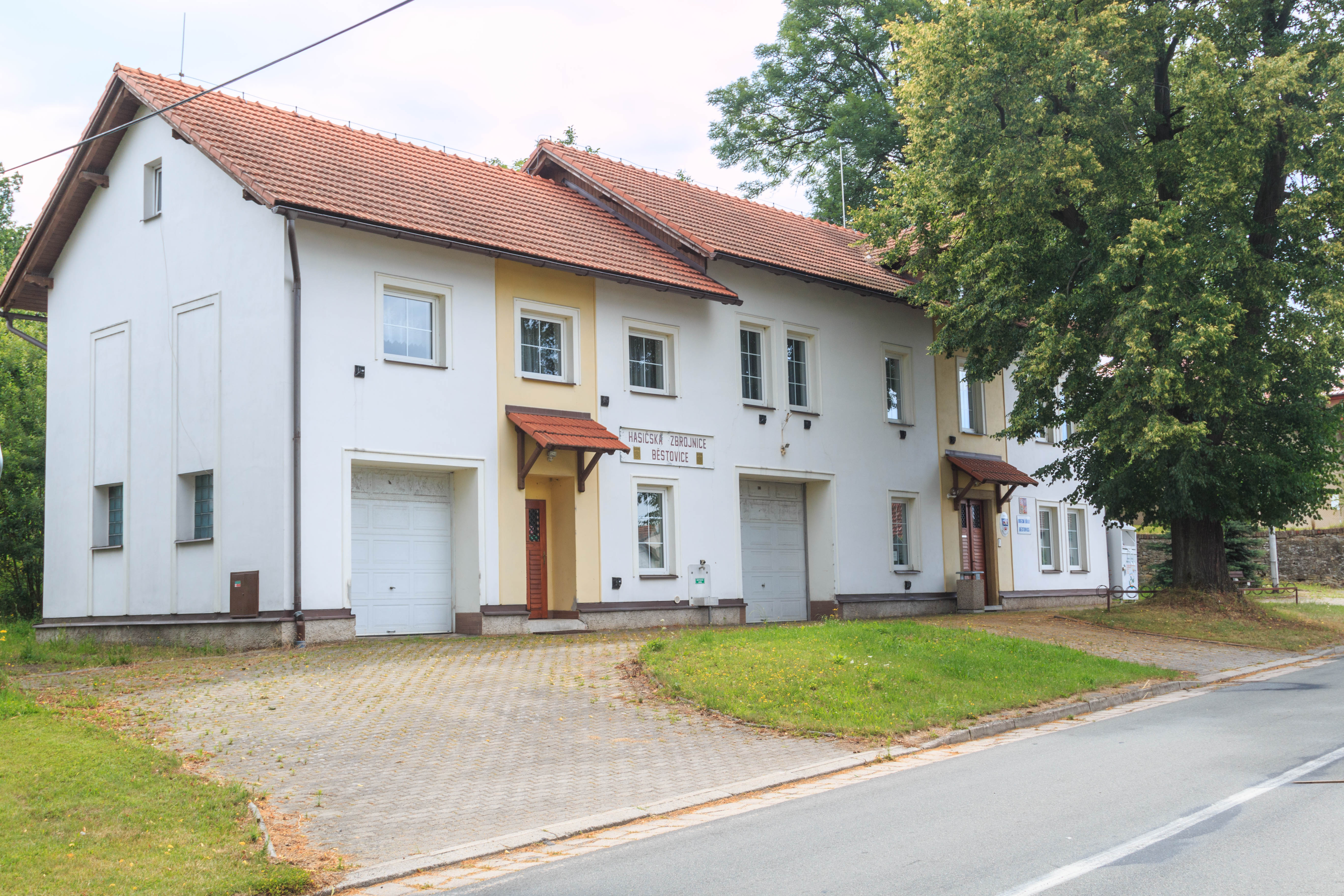
Obecní úřad
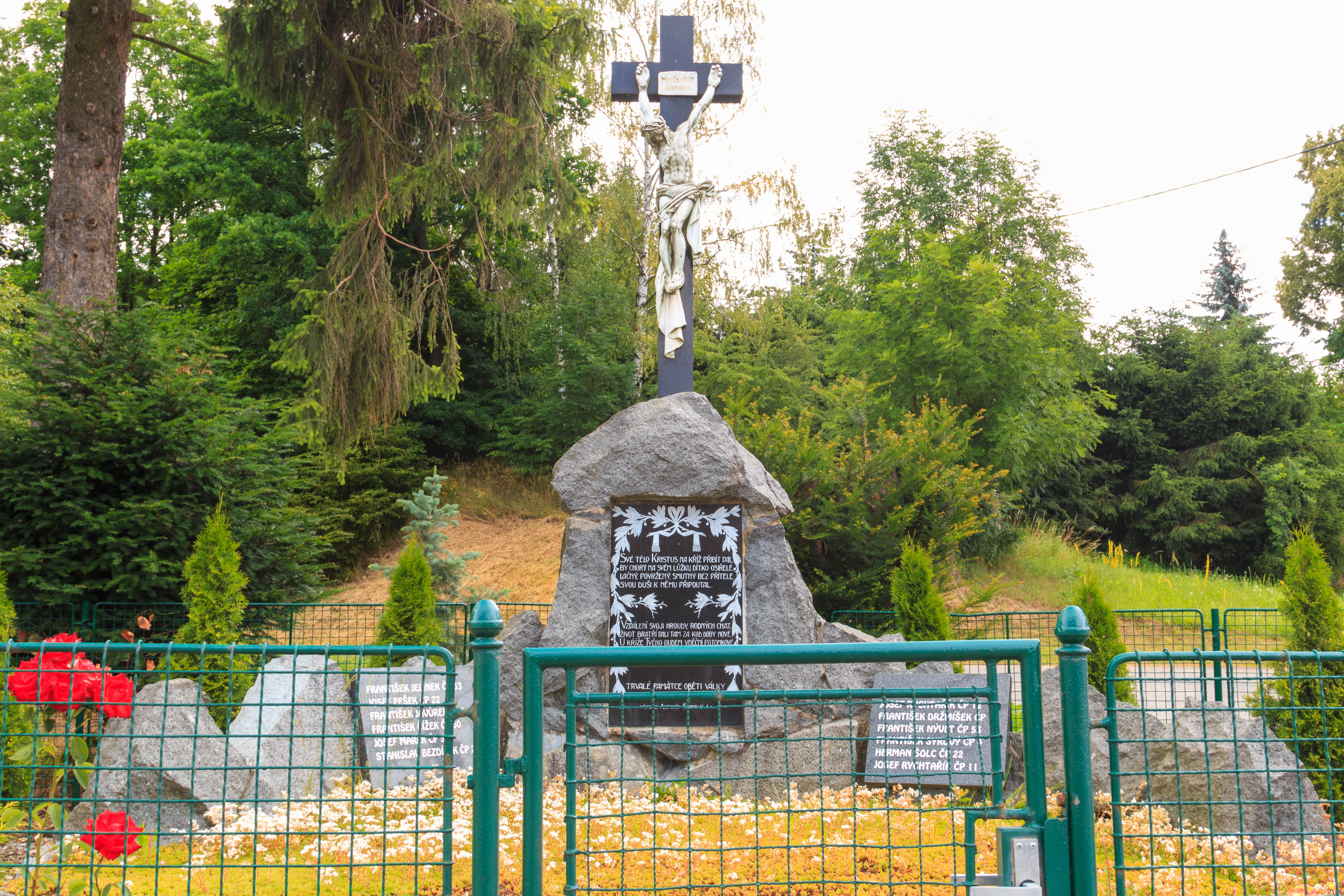
Pomník padlým
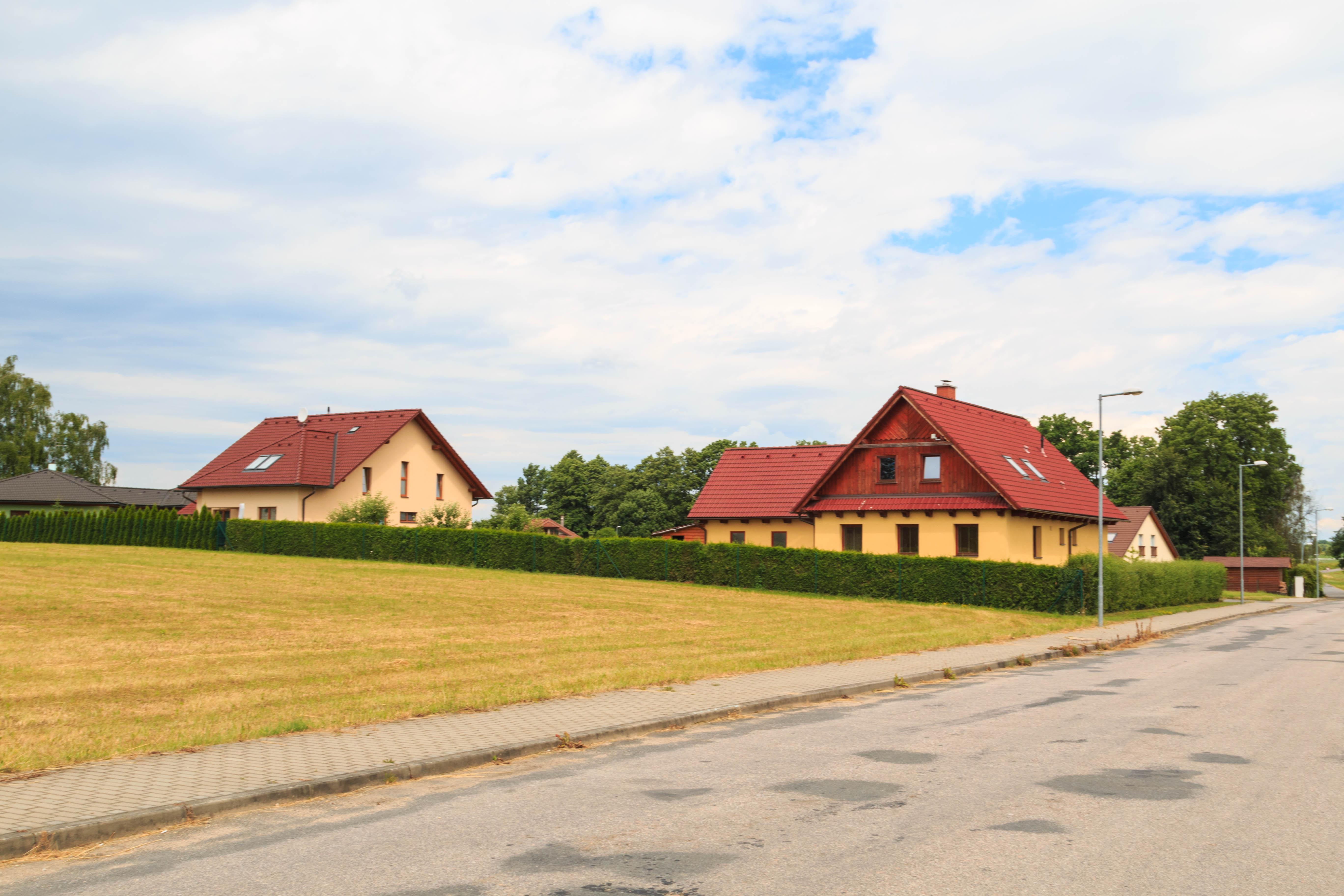
Stavení čp. 136
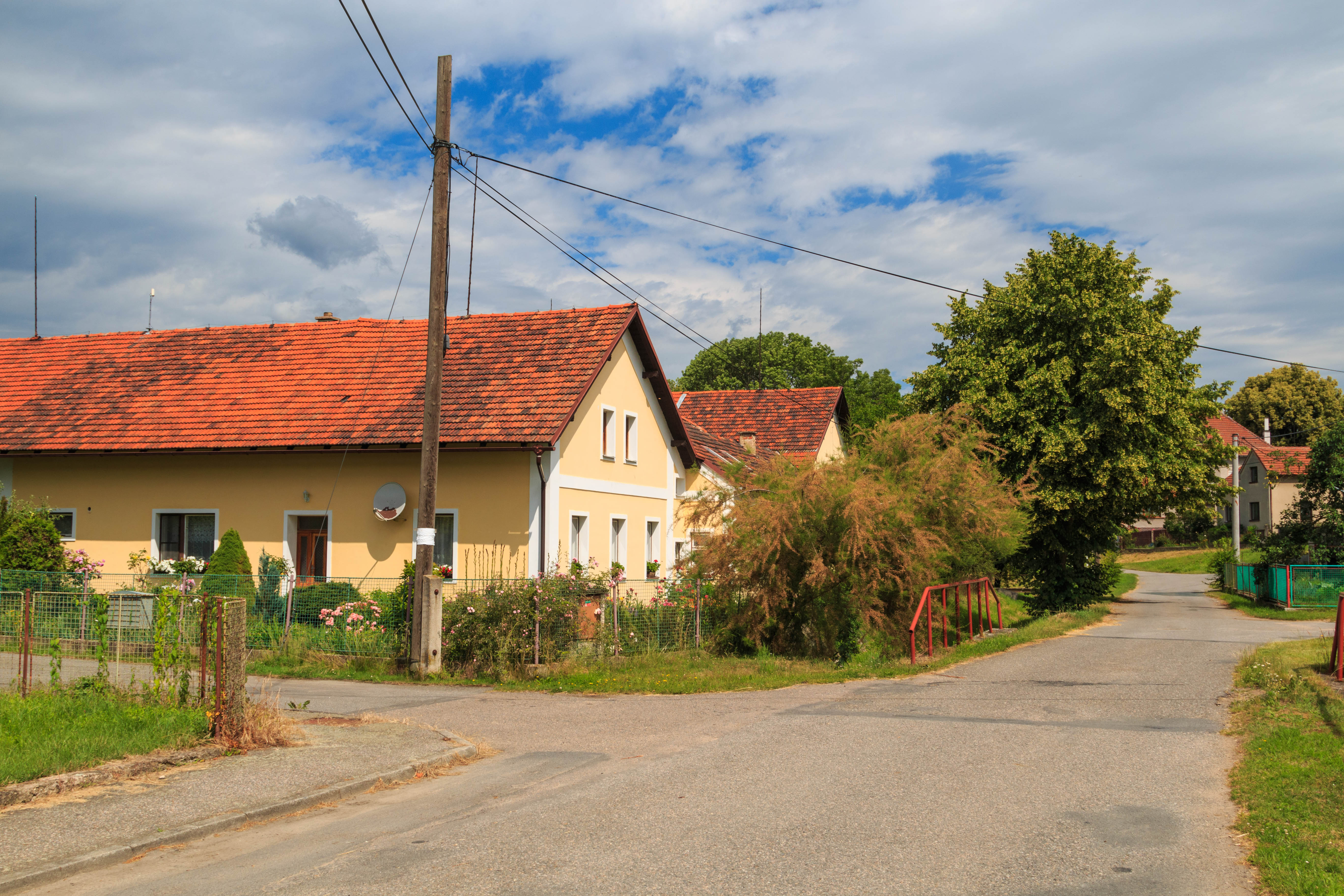
Stavení čp. 50
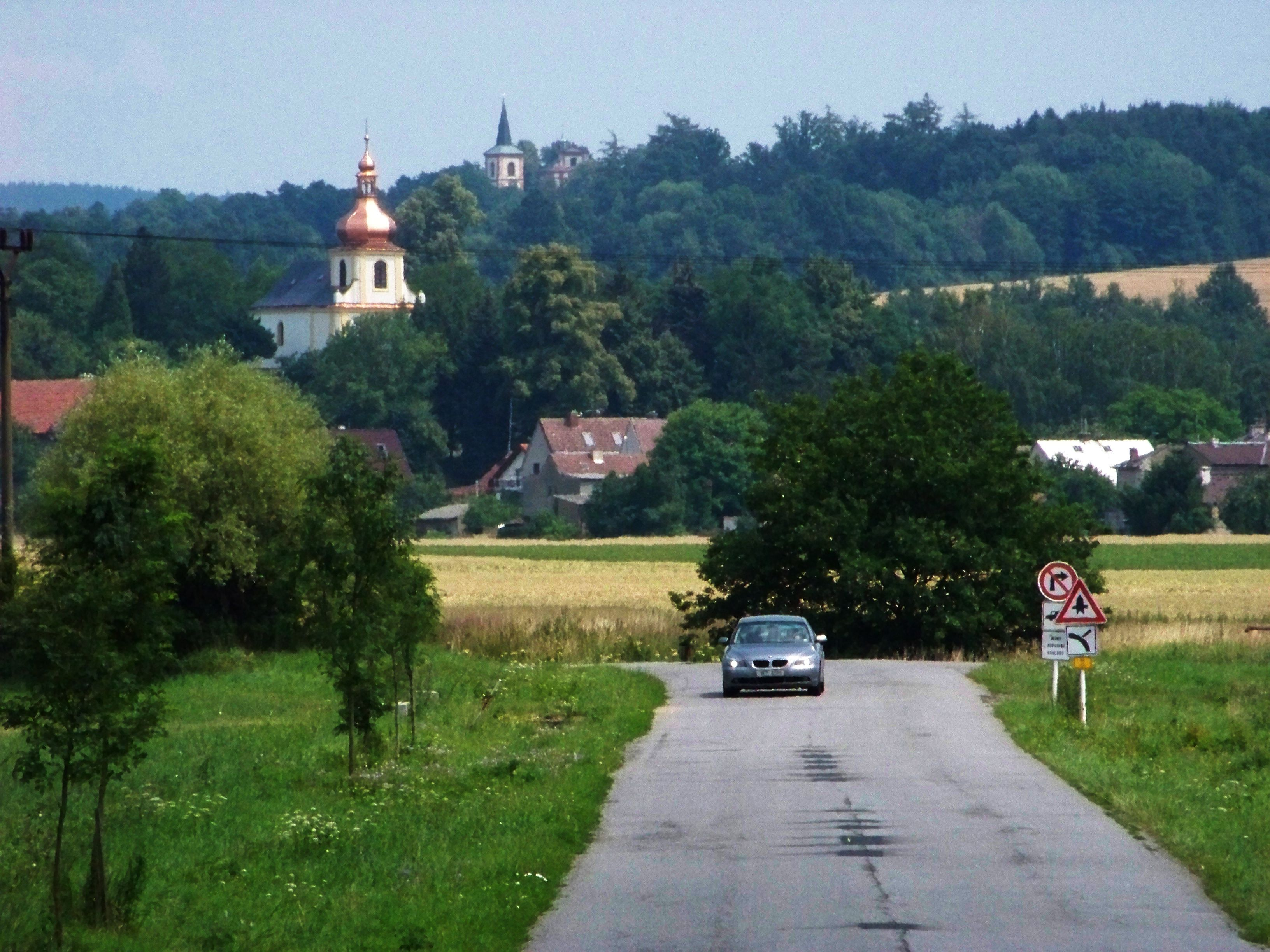
Pohled od silnice
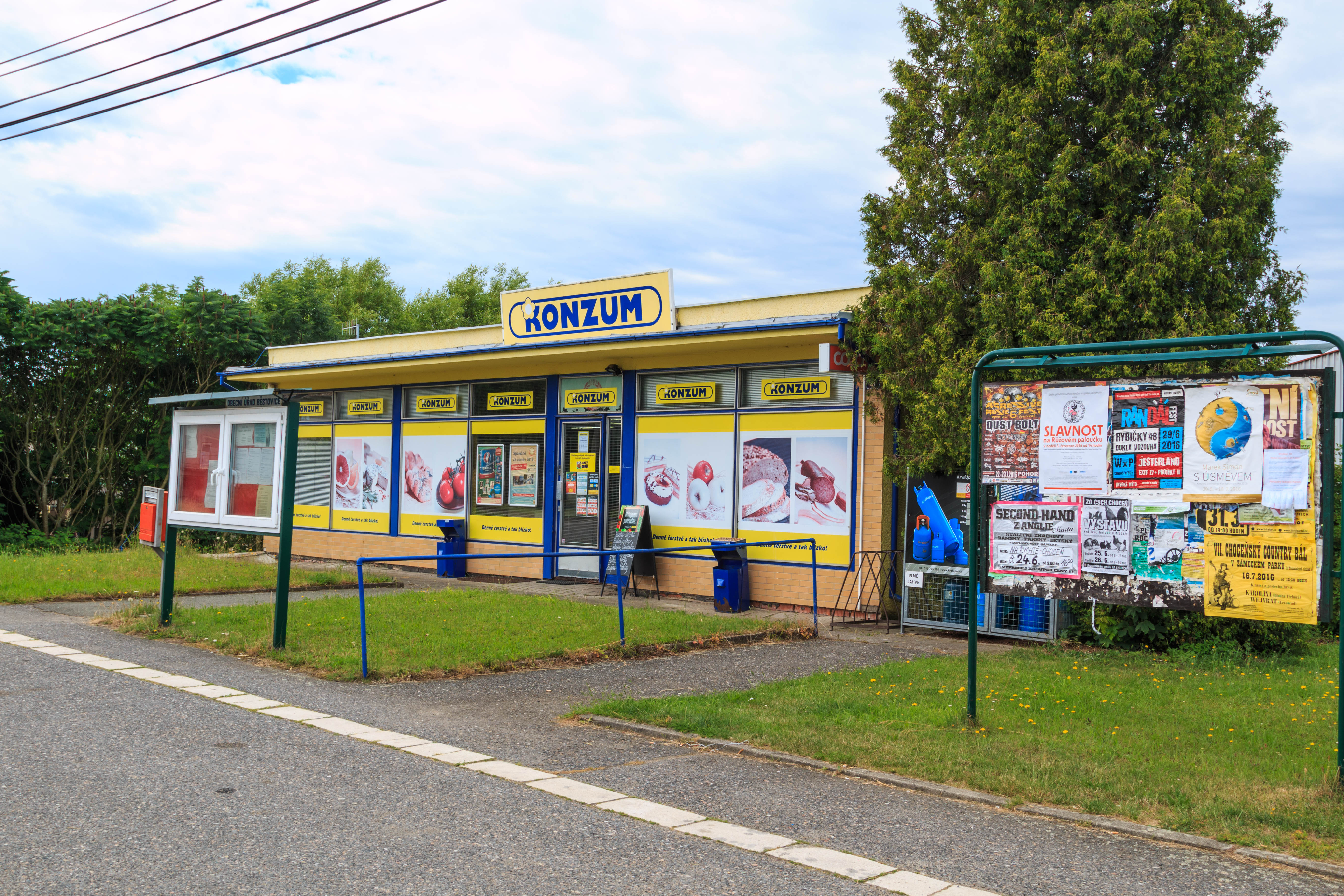
Prodejna
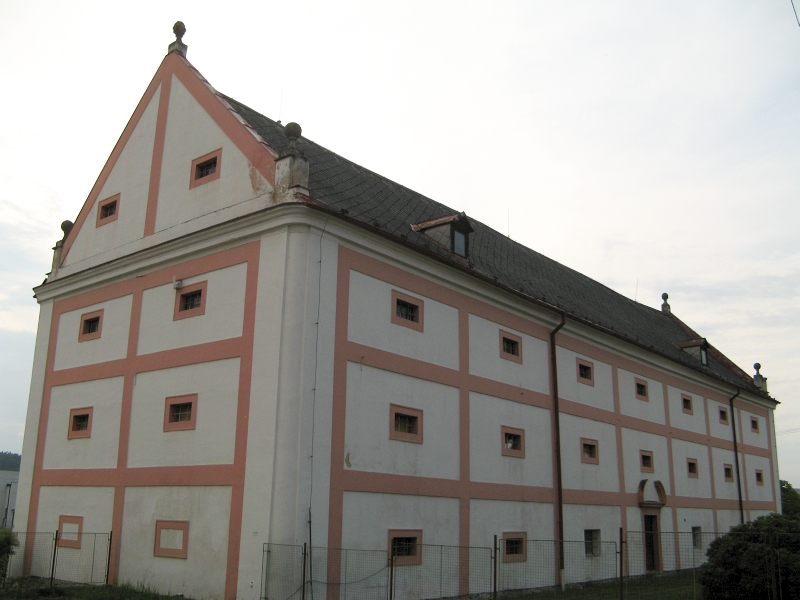
Panská sýpka